# Zakrzewek (gromada w powiecie kolskim)
Zakrzewek – dawna gromada, czyli najmniejsza jednostka podziału terytorialnego Polskiej Rzeczypospolitej Ludowej w latach 1954–1972.
Gromady, z gromadzkimi radami narodowymi (GRN) jako organami władzy najniższego stopnia na wsi, funkcjonowały od reformy reorganizującej administrację wiejską przeprowadzonej jesienią 1954 do momentu ich zniesienia z dniem 1 stycznia 1973, tym samym wypierając organizację gminną w latach 1954–1972.
Gromadę Zakrzewek z siedzibą GRN w Zakrzewku utworzono – jako jedną z 8759 gromad na obszarze Polski – w powiecie kolskim w woj. poznańskim, na mocy uchwały nr 24/54 WRN w Poznaniu z dnia 5 października 1954. W skład jednostki weszły obszary dotychczasowych gromad Grądy, Nowa Wieś, Ostrówek, Sycewo i Zakrzewek oraz miejscowości Czamża (wieś) i Wroczewo (wieś) z dotychczasowej gromady Mąkolno ze zniesionej gminy Sompolno w tymże powiecie. Dla gromady ustalono 14 członków gromadzkiej rady narodowej.
29 lutego 1956 z gromady Zakrzewek, ze wsi Nowawieś, wyłączono gospodarstwo rolne (5,5 ha) obejmujące działkę poparcelacyjną nr 24, leżące przy drodze Zakrzewek–Lubstów, włączając je do gromady Lubstów w tymże powiecie.
1 stycznia 1959 z gromady Zakrzewek  wyłączono miejscowości Grądy, Koci Ostrów i Nowa Wieś, włączając je do gromady Lubstów w tymże powiecie, po czym gromadę Zakrzewek zniesiono, a jej (pozostały) obszar włączono do nowo utworzonej gromady Mąkolno tamże.